# Bouinan
Bouinan es un municipio (baladiyah) de la provincia o valiato de Blida en Argelia. En abril de 2008 tenía una población censada de 31 070 habitantes.
Se encuentra ubicado al norte del país, junto a la costa del mar Mediterráneo, a unos 45 km al suroeste de Argel.